# Charles-Eugène Marin
Pour les articles homonymes, voir Marin.
Charles-Eugène Marin (né le 29 octobre 1925 et mort le 7 juin 2017 à Sainte-Anne-des-Monts) est un médecin, psychiatre et homme politique municipal et fédéral du Québec.

## Biographie
Né à Sainte-Anne-des-Monts en Gaspésie, Charles-Eugène Marin servit comme maire de cette municipalité de 1977 à 1984. En 1984, il est élu député du Parti progressiste-conservateur du Canada dans la circonscription de Gaspé. Réélu en 1988, il fut défait par le bloquiste Yvan Bernier en 1993.
Pendant sa carrière de médecin et de psychiatre, il participe à la fondation de plusieurs organismes sociaux dans le domaine de la santé pour desservir les résidents de Sainte-Anne-des-Monts et de la Gaspésie. Il est aussi à l'origine de la fondation du musée-aquarium Exploramer en 1995, connu à l'époque sous le nom de Explorama, mer, monts et merveilles.

## Distinction
Charles-Eugène  Marin est nommé membre de l'ordre du Canada le 17 décembre 1984, honneur dont il est investi le 10 avril 1985. 